# Sylvia Rothblum

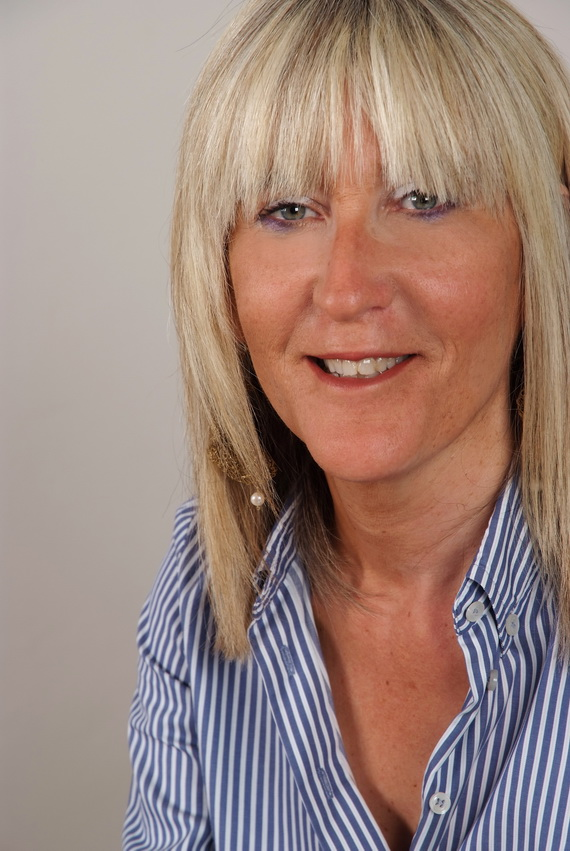
Sylvia Rothblum, 2011

Sylvia Rothblum (* 11. Dezember 1958 in Montevideo, Uruguay) ist eine österreichische Medienmanagerin, Film- und Fernsehproduzentin sowie Buchautorin.

## Leben

### Jugend und Ausbildung
Sylvia Rothblum stammt aus einer jüdischen Emigrantenfamilie aus Ungarn. Sie wuchs in Brasilien, Israel und Österreich auf. 1978 erwarb sie ein Diplom in Sinologie an der Universität Nanjing. 1981 beendete sie ihr Studium an der Universität Wien und der Universität Mailand mit einer Promotion in Anglistik.

### Beruflicher Werdegang
Rothblum arbeitete von 1988 bis 1993 als International Sales Director bei der Kirch-Gruppe. Im Anschluss daran war sie drei Jahre Programmdirektorin und Leiterin Einkauf bei Nickelodeon Deutschland. Ab 1995 war sie dort auch Mitglied der Geschäftsführung.
Von 1997 bis 2001 war Rothblum für die EM.TV & Merchandising AG tätig, zuerst als Abteilungsleiterin Programm und Koproduktion, bevor sie in den Vorstand berufen wurde und für den gesamten Produktionsbereich des Konzerns verantwortlich war. Zusätzlich war sie im Vorstand der Jim Henson Company und der Yoram-Gross Studios in Australien. In dieser Zeit war sie für die Produktion von zahlreichen Animationsserien, wie z. B. Tabaluga, Flipper, Der Regenbogenfisch und Norman Normal, die auch international vermarktet wurden, verantwortlich.
Seit 1. Januar 2002 ist sie bei Warner Bros. Entertainment als Managing Director (Geschäftsführung) für TV in den deutschsprachigen Ländern verantwortlich  und ab 2021 zudem Country Managerin von WarnerMedia.
Sie war Mitglied des Boards der International Academy of Television Arts & Sciences.
Rothblum hat ihre Erfahrungen als Managerin und Mutter in dem zusammen mit Petra Preis verfassten Buch „Mütter sind die besseren Manager“ veröffentlicht. Als Coach unterstützt sie zudem Frauen bei ihrer beruflichen Karriere und ist Gastdozentin an der Macromedia Hochschule für Medien und Kommunikation München.

### Privat
Sylvia Rothblum spricht acht Sprachen, darunter Mandarin und Hebräisch. Sie ist mit einem Amerikaner verheiratet, lebt in München und hat zwei erwachsene Töchter.

## Veröffentlichungen (Auswahl)
- Nicht nur Klassiker nacherzählen. In: Televizion 13/2000/1, S. 6f.
- Mütter sind die besseren Manager. München: Mosaik Verlag, 2002 (zus. Mit Petra Preis) ISBN 3-576-11642-7
- Die neuen Medien. Chancen und Herausforderungen für den traditionellen Lizenzhandel. In: Michael Hülsmann, Jörn Grapp (Hrsg.): Strategisches Management für Film- und Fernsehproduktionen. München: Oldenbourg 2009 S. 9–19 ISBN 978-3-486-58545-2